# 山田潔
山田 潔（やまだ きよし、1921年1月16日 - 1984年6月15日）は、愛媛県松山市出身の元プロ野球選手（内野手）・コーチ・監督。

## 来歴・人物
松山商業在学中にチームは春・夏を通じて4度も甲子園に出場し、1935年の夏には全国制覇を果たしている。この時、同期に中山正嘉・筒井修・筒井良武・菅利雄・千葉茂・伊賀上潤伍といった、後にプロ野球で大いに活躍する選手達がいた。
1938年に甲子園優勝時の監督で松山商業の先輩でもあった森茂雄が監督を務めていたイーグルスに入団し、新人ながら八番・遊撃手の定位置を掴み、1942年に応召で退団するまで遊撃手のレギュラーを務めた。
1942年には安打数（50）の倍近いリーグトップの95四球を選び、これは1リーグ時代の最多記録となっている。打率.162（リーグ31位）の低打率ながら、出塁率は.359に達している。
復員後は野球をやめていたが、選手集めに苦しんでいた東京巨人軍の千葉の勧誘を受けてプロ野球に復帰し、1946年春に巨人は道後温泉でキャンプを張った際、戦後すぐの食糧難の中で松山出身の山田が地元の友人たちと話を付け食糧を調達したことから、選手たちは食事を気にせず練習に打ち込めたという。巨人でも遊撃手の定位置を確保し一番または九番を打ったが、巨人を1年で退団。なお、同年8月31日の中部日本戦では、3打数0安打ながら4四球を含む5出塁で5得点という珍しい記録を残している。
1947年には国民リーグ・大塚アスレチックスに籍を置いて再び日本野球連盟から一旦離れ、同年秋季の国民リーグ最優秀選手に選ばれた。
1948年には松山商業の先輩である藤本定義が監督に就任した金星に入団して再度プロ野球界に復帰し、チーム名が大映に変わってからもチームに残り、1956年限りで藤本の退任と同じくして、現役を引退。
引退後は大毎（1958年 - 1959年二軍コーチ, 1960年 - 1962年一軍コーチ）、大洋（1968年二軍コーチ, 1969年・1972年一軍コーチ, 1970年 - 1971年二軍監督）、広島（1973年一軍コーチ）で監督・コーチを歴任。選手達からは「お父さん」と呼ばれるほど愛され、名コーチとして手腕を振るった。
1976年7月には別当薫団長の下、大橋勲と共に「日本プロ野球コーチ団」団員として、初めて中国で野球指導を行う。
その後はアシックス顧問となり、1979年7月には自身が団長として再び訪中し、大友工・大橋・二宮忠士と共に野球指導を行った。
1984年には5月に二宮と共に甘粛省蘭州市に招待されて現地の野球・ソフトボールチームを指導したが、同年6月15日死去。満63歳没。

## 選手としての特徴
打撃では打率に鑑みると然程ではなく、1938年春のシーズンの打率.107は、規定打席に到達した打者の打率としては歴代最低記録として残っている。（2リーグ制では坂井豊司の.166（1950年）。）その一方で選球眼は優れていたようで、1942年に記録した95四球はシーズン最多四球を記録しており、通算でも四球は三振の倍を記録している。ちなみに通算のIsoD（出塁率－打率）は.128であり、4000打席以上の打者では王貞治（元巨人）に次ぐ2位の記録である。シーズンのIsoDでも1942年に記録した.197は、規定打席に達した歴代の全選手の中で王の1974年に記録した.199に次ぐ2位の記録だった。
守備ではゴロさばきは地味だったが非常に確実であったという。守備が優れていたため、引退まで遊撃手のレギュラーとして活躍した。1940年8月8日の金鯱戦では、1試合16守備機会（刺殺9個、補殺7個） の記録を作った。

## 詳細情報

### 年度別打撃成績
| 年 度      | 球 団                | 試 合 | 打 席 | 打 数 | 得 点 | 安 打 | 二 塁 打 | 三 塁 打 | 本 塁 打 | 塁 打 | 打 点 | 盗 塁 | 盗 塁 死 | 犠 打 | 犠 飛 | 四 球 | 敬 遠 | 死 球 | 三 振 | 併 殺 打 | 打 率 | 出 塁 率 | 長 打 率 | O P S |
| ---------- | -------------------- | ----- | ----- | ----- | ----- | ----- | -------- | -------- | -------- | ----- | ----- | ----- | -------- | ----- | ----- | ----- | ----- | ----- | ----- | -------- | ----- | -------- | -------- | ----- |
| 1938春     | イーグルス 黒鷲 大和 | 35    | 123   | 112   | 4     | 12    | 0        | 0        | 0        | 12    | 4     | 2     | --       | 0     | --    | 11    | --    | 0     | 5     | --       | .107  | .187     | .107     | .294  |
| 1938秋     | イーグルス 黒鷲 大和 | 37    | 130   | 103   | 11    | 15    | 0        | 0        | 0        | 15    | 8     | 3     | --       | 4     | --    | 21    | --    | 2     | 13    | --       | .146  | .302     | .146     | .447  |
| 1939       | イーグルス 黒鷲 大和 | 75    | 275   | 214   | 21    | 32    | 6        | 2        | 1        | 45    | 18    | 2     | --       | 5     | 1     | 55    | --    | 0     | 34    | --       | .150  | .323     | .210     | .534  |
| 1940       | イーグルス 黒鷲 大和 | 94    | 308   | 250   | 23    | 39    | 1        | 0        | 0        | 40    | 11    | 11    | --       | 6     | 3     | 49    | --    | 0     | 33    | --       | .156  | .294     | .160     | .454  |
| 1941       | イーグルス 黒鷲 大和 | 75    | 291   | 236   | 23    | 48    | 8        | 3        | 0        | 62    | 10    | 11    | --       | 2     | --    | 52    | --    | 1     | 15    | --       | .203  | .349     | .263     | .612  |
| 1942       | イーグルス 黒鷲 大和 | 97    | 410   | 309   | 28    | 50    | 5        | 0        | 0        | 55    | 9     | 16    | 11       | 6     | --    | 95    | --    | 0     | 26    | --       | .162  | .359     | .178     | .537  |
| 1946       | 巨人                 | 89    | 365   | 295   | 50    | 56    | 7        | 5        | 0        | 73    | 17    | 11    | 9        | 10    | --    | 60    | --    | 0     | 18    | --       | .190  | .327     | .247     | .574  |
| 1948       | 金星 大映            | 48    | 120   | 103   | 14    | 18    | 1        | 0        | 0        | 19    | 3     | 4     | 1        | 1     | --    | 15    | --    | 1     | 12    | --       | .175  | .286     | .184     | .470  |
| 1949       | 金星 大映            | 89    | 319   | 271   | 45    | 73    | 8        | 4        | 2        | 95    | 20    | 2     | 5        | 7     | --    | 40    | --    | 1     | 30    | --       | .269  | .365     | .351     | .716  |
| 1950       | 金星 大映            | 117   | 525   | 441   | 60    | 104   | 18       | 3        | 1        | 131   | 34    | 8     | 8        | 10    | --    | 72    | --    | 2     | 38    | 10       | .236  | .346     | .297     | .643  |
| 1951       | 金星 大映            | 92    | 391   | 322   | 44    | 66    | 15       | 0        | 0        | 81    | 19    | 12    | 9        | 10    | --    | 56    | --    | 3     | 20    | 10       | .205  | .328     | .252     | .580  |
| 1952       | 金星 大映            | 94    | 339   | 284   | 33    | 69    | 10       | 1        | 2        | 87    | 28    | 9     | 2        | 8     | --    | 45    | --    | 2     | 21    | 6        | .243  | .350     | .306     | .657  |
| 1953       | 金星 大映            | 106   | 413   | 344   | 30    | 66    | 17       | 3        | 1        | 92    | 24    | 6     | 1        | 11    | --    | 57    | --    | 1     | 33    | 14       | .192  | .308     | .267     | .576  |
| 1954       | 金星 大映            | 84    | 264   | 216   | 12    | 41    | 7        | 0        | 0        | 48    | 16    | 4     | 3        | 7     | 1     | 38    | --    | 2     | 23    | 3        | .190  | .316     | .222     | .539  |
| 1955       | 金星 大映            | 116   | 371   | 311   | 33    | 67    | 11       | 2        | 1        | 85    | 17    | 7     | 3        | 9     | 1     | 50    | 1     | 0     | 28    | 8        | .215  | .324     | .273     | .597  |
| 1956       | 金星 大映            | 86    | 204   | 169   | 13    | 33    | 2        | 1        | 0        | 37    | 13    | 2     | 0        | 11    | 0     | 23    | 1     | 1     | 16    | 5        | .195  | .295     | .219     | .514  |
| 通算：15年 | 通算：15年           | 1334  | 4848  | 3980  | 444   | 789   | 116      | 24       | 8        | 977   | 251   | 110   | 52       | 107   | 6     | 739   | 2     | 16    | 365   | 56       | .198  | .326     | .245     | .572  |

- 各年度の太字はリーグ最高
- イーグルスは、1940年途中に黒鷲（黒鷲軍）に、1942年に大和（大和軍）に球団名を変更
- 金星（金星スターズ）は、1949年に大映（大映スターズ）に球団名を変更

### 記録
- 通算1000試合出場、1953年8月12日 ※史上22人目

### 背番号
- 15 （1938年 - 1942年）
- 1 （1946年、1960年 - 1961年）
- 15 （1947年）
- 10 （1948年）
- 9 （1949年 - 1957年途中）
- 42 （1957年途中）
- 63 （1958年 - 1959年）
- 51 （1962年）
- 72 （1968年 - 1972年）
- 64 （1973年）